# Mal Anderson
Malcolm Anderson (Theodore, 3 de Março de 1935) é um ex-tenista profissional australiano.

## Grand Slam finais (8)

### Simples (4)
| Resultado | Ano  | Campeonato      | Piso  | Oponente      | Placar                   |
| Campeão   | 1957 | US Open         | Grama | Ashley Cooper | 10–8, 7–5, 6–4           |
| Vice      | 1958 | Australian Open | Grama | Ashley Cooper | 5–7, 3–6, 4–6            |
| Vice      | 1958 | US Open         | Grama | Ashley Cooper | 2–6, 6–3, 6–4, 8–10, 6–8 |
| Vice      | 1972 | Australian Open | Grama | Ken Rosewall  | 6–7(2–7), 3–6, 5–7       |

### Duplas (3)
| Resultado | Ano  | Campeonato       | Piso   | Parceiro      | Oponentes                | Placar        |
| Vice      | 1957 | Australian Open  | Grama  | Ashley Cooper | Lew Hoad Neale Fraser    | 3–6, 6–8, 4–6 |
| Campeão   | 1957 | Aberto da França | Saibro | Ashley Cooper | Don Candy Mervyn Rose    | 6–3, 6–0, 6–3 |
| Campeão   | 1973 | Australian Open  | Grama  | John Newcombe | John Alexander Phil Dent | 6–3, 6–4, 7–6 |

### Duplas Mistas (1)
| Resultado | Ano  | Campeonato      | Piso  | Parceira   | Oponentes                 | Placar        |
| Campeão   | 1957 | Australian Open | Grama | Fay Muller | Jill Langley Billy Knight | 7–5, 3–6, 6–1 |

## Pro Slam finais (1)
| Resultado | Ano  | Campeonato  | Piso   | Oponente      | Placar                  |
| Campeão   | 1959 | Wembley Pro | Indoor | Pancho Segura | 4–6, 6–4, 3–6, 6–3, 8–6 |